# Juan Francisco Moreno Fuertes
Juan Francisco Moreno Fuertes (Madrid, 11 settembre 1988) è un ex calciatore spagnolo, di ruolo difensore.

## Carriera

### Club
Inizia la sua carriera con il Getafe, con il quale debutta in Coppa UEFA il 12 marzo 2008, in Getafe-Benfica 1-0. Trasferitosi al Real Madrid, il 2 maggio 2010 prende parte alla partita Real Madrid-Osasuna 3-2, subentrando sul 2-2 a Gago. Stessa cosa nella stagione seguente con José Mourinho quando entra nel match di ritorno degli ottavi di finale Levante-Real Madrid valida per la Copa del Rey. Nell'estate del 2013 viene ceduto al Real Betis e a gennaio 2014 si trasferisce in Inghilterra al Watford, senza però mai scendere in campo.
Nel giugno dello stesso anno, fa ritorno in Spagna, questa volta al Deportivo La Coruna, prima in prestito, ma poi successivamente a titolo definitivo. Il 13 luglio 2018 viene ceduto in prestito per una stagione al Leganés. Dopo esser rientrato dal prestito, il 29 luglio 2019 passa all'Alanyaspor.